# ایستگاه پیسکش‌تتو
ایستگاه پیسکِش‌تِتو (مجاری: Piszkéstetői Obszervatórium) بر قله پیسکش‌تتو یک رصدخانه نجومی در دهکدهٔ ماتراسِنت‌ایمره در کوه‌های ماترا، در حدود ۸۰ کیلومتری شمال شرقی بوداپست پایتخت مجارستان است. این ایستگاه نخستین بار در سال ۱۹۵۸ با کدهای رصدخانه‌ای ۴۶۱ و ۵۶۱ بر پا شد تا برای دانشگاه سگد و رصدخانه کنکولی به‌ترتیب مورد استفاده قرار گیرد.